# Kents Cavern

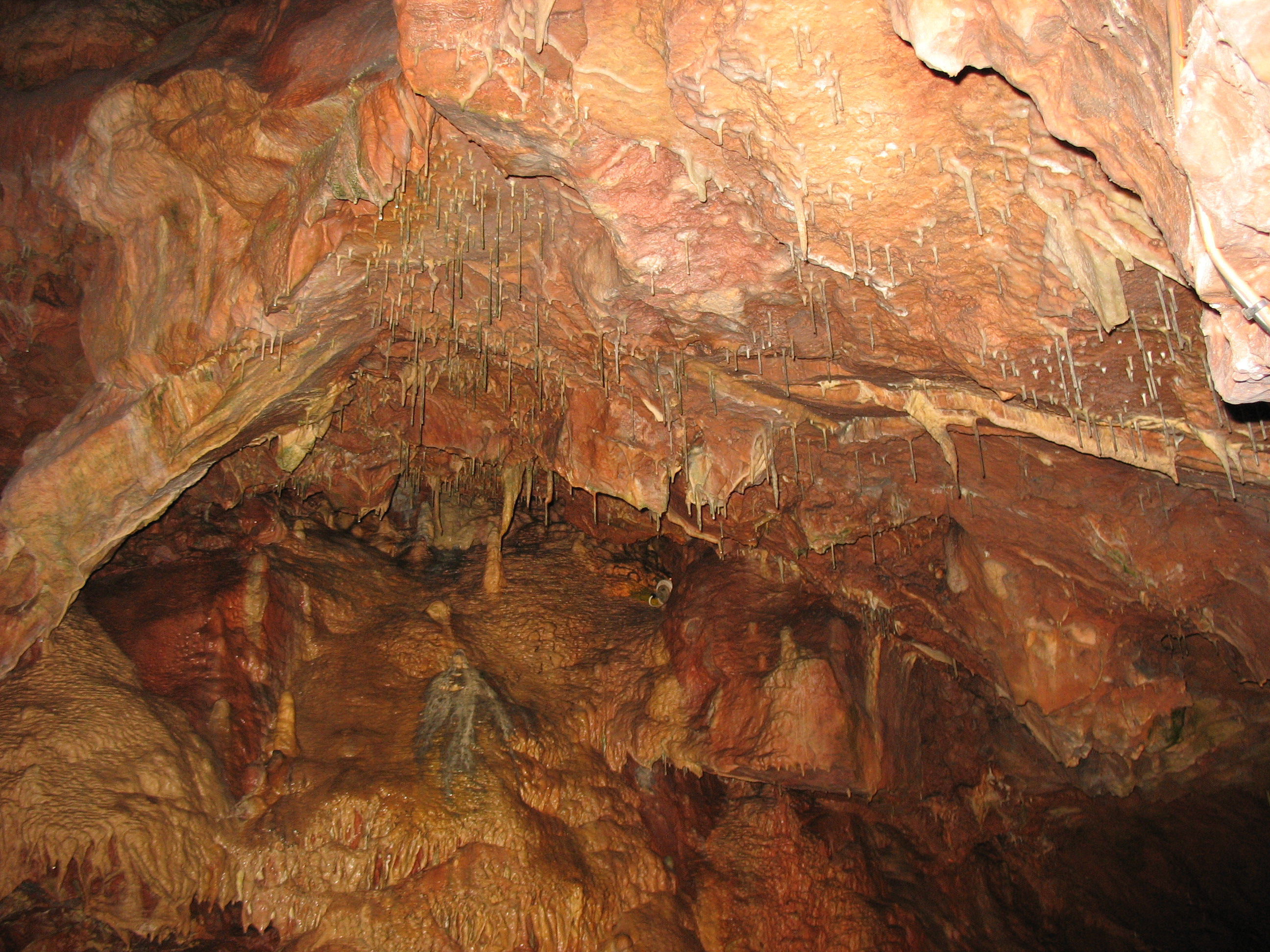
Die Decke der Höhle Kents Cavern

Kents Cavern, auch Kents Hole genannt, ist eine große Kalksteinhöhle in Torquay, im Süden von Devon. Im ältesten bekannten Höhlenfundplatz in Großbritannien gibt es altsteinzeitliche Spuren menschlicher Existenz zusammen mit denen von ausgestorbenen Tieren. Die prähistorischen Funde haben teilweise ein Alter von über 450.000 Jahren. Sehenswert sind die Tropfsteine der Höhle.

## Erforschung
Als Erster hat wahrscheinlich Pater J. McEnery die Bedeutung der von ihm in den Jahren 1825 bis 1829 untersuchten oberen Fundstätten erkannt. Er hat Feuersteingeräte gefunden, die mit pleistozänen Tierknochen vermischt und von einer Stalagmitenschicht bedeckt waren. Die von William Pengelly ab 1865 bis 1880 durchgeführten Ausgrabungen lieferten schließlich eindeutige Belege. Beteiligt waren auch John Evans, Hugh Falconer und Joseph Prestwich. Im Laufe der Zeit wurden insgesamt sechs Ablagerungsschichten entdeckt. Die obersten enthielten Stücke aus der Römerzeit, der frühen Eisenzeit und der Bronzezeit. Darunter befanden sich geschliffene Artefakte aus Metall und Stein, Töpferwaren sowie menschliche Knochen. Die unteren, paläolithischen Schichten enthielten außer menschlichen Knochen und Werkzeugen auch Knochen vom Mammut, Fellnashorn, Rentier und Riesenhirsch.
Bei Kents Cavern wurden bedeutende Neandertalerfunde gemacht, die vor rund 60.000 Jahren den unvergletscherten Teil Großbritanniens besiedelten. Die Höhle ist zudem ein eponymer Fundort des Lincombien-Ranisien-Jerzmanowicien (LRJ), ein archäologischer Technokomplex, der zur Zeit des Übergangs vom Mittel- zum Jungpaläolithikum im nordwestlichen Mitteleuropa Verbreitung fand.
Hervorzuheben ist vor allem ein 1927 gefundener Teil eines menschlichen Oberkiefers (Fossilbezeichnung KC 4, Verwahrort: Torquay Museum), der bereits in der ersten Publikation von Arthur Keith zutreffend als anatomisch moderner Mensch bezeichnet wurde. Eine AMS-Direktdatierung im Jahre 1989 erbrachte ein unkalibriertes Alter von 30.900 ± 900 Jahren BP (OxA-1621). Im Jahre 2011 mit Ultrafiltration gewonnene AMS-Daten an Tierknochen aus derselben Schicht konnten zeigen, dass das kalibrierte Alter des Oberkiefers auf 44.200 bis 41.500 cal BP anzusetzen ist. Sollte die Datierung korrekt sein, würde das Fragment zu den ältesten Überresten des modernen Menschen in Europa gehören und älter sein als die Red Lady of Paviland. Allerdings wurde im Jahr 2012 darauf verwiesen, dass der genaue Fundort des Fossils nicht hinreichend exakt dokumentiert worden sei; daher sei nicht sichergestellt, dass tatsächlich die Fundschicht des Fossils datiert wurde.

## Touristische Nutzung
Kents Cavern wurde 1903 von Francis Powe erworben und ist seitdem im Familienbesitz. Ursprünglich für gewerbliche Zwecke genutzt, wurden in der Höhle später befestigte Wege angelegt und elektrisches Licht installiert. Mit 80.000 Besuchern im Jahr stellt Kents Cavern für Torquay eine wichtige touristische Attraktion dar.
In der Nähe liegt die Höhle Three Holes Cave.